# Livre d'évangiles
Le livre d’évangiles est un type de manuscrit de la liturgie chrétienne au Moyen Âge. Dans cette catégorie de manuscrits, il se distingue de l’évangéliaire ou de la bible.
En effet, dans de nombreuses publications, dont les catalogues de bibliothèques, les termes d’« évangéliaire » et de « livre d’évangiles » sont employés indifféremment. Pourtant une distinction s’impose. Au Moyen Âge d'ailleurs, on différenciait déjà le Liber evangeliorum (livre d’évangiles) de l’evangelistarium (évangéliaire). Il en est toujours de même aujourd’hui.
Le livre d’évangiles est un ouvrage présentant les quatre évangiles dans leur intégralité et dans l’ordre traditionnel de lecture : Matthieu, Marc, Luc et Jean. À ces quatre textes est parfois ajoutée la liste des Capitulare evangeliorum (littéralement chapitres d’évangiles) dans laquelle sont inscrits les dimanches de l’année avec le résumé du passage de l’évangile leur correspondant. En revanche, l’évangéliaire est l’ouvrage contenant les passages des évangiles (ou péricopes) dans leur ordre d’utilisation dans la liturgie.